# Irak vid världsmästerskapen i simsport 2024
Irak tävlade vid världsmästerskapen i simsport 2024 i Doha i Qatar mellan den 2 och 18 februari 2024. Irak hade en trupp på två manliga idrottare.

## Tävlande per sport
Följande är en lista över antalet tävlande per sport.
| Sport   | Herrar | Damer | Totalt |
| ------- | ------ | ----- | ------ |
| Simning | 2      | 0     | 2      |
| Totalt  | 2      | 0     | 2      |

## Simning
Herrar
| Idrottare       | Gren            | Heat    | Heat      | Semifinal        | Semifinal        | Final            | Final            |
| Idrottare       | Gren            | Tid     | Placering | Tid              | Placering        | Tid              | Placering        |
| --------------- | --------------- | ------- | --------- | ---------------- | ---------------- | ---------------- | ---------------- |
| Hasan Al-Zinkee | 50 m ryggsim    | 28,97   | 42        | Gick inte vidare | Gick inte vidare | Gick inte vidare | Gick inte vidare |
| Hasan Al-Zinkee | 100 m fjärilsim | 59,77   | 60        | Gick inte vidare | Gick inte vidare | Gick inte vidare | Gick inte vidare |
| Ghaith Hussein  | 50 m bröstsim   | 31,95   | 50        | Gick inte vidare | Gick inte vidare | Gick inte vidare | Gick inte vidare |
| Ghaith Hussein  | 100 m bröstsim  | 1.10,28 | 68        | Gick inte vidare | Gick inte vidare | Gick inte vidare | Gick inte vidare |